# 아랍에미리트 디르함
디르함(아랍어: درهم)은 1973년부터 통용되고 있는 아랍에미리트의 통화로 1 디르함은 100 필스(فلس, fils)에 해당된다.
아랍에미리트는 1997년 11월부터 1 미국 달러 = 3.6725 아랍에미리트 디르함의 고정 환율을 실시하고 있다. 1, 5, 10, 25, 50 필스, 1 디르함 동전과 5, 10, 20, 50, 100, 200, 500, 1,000 디르함 지폐가 통용된다.
1AED는 대한민국 원으로 환산할 경우 하나은행의 현재 시가를 기준으로 약 322 원에 거래되고 있다.

## 같이 보기
- 아랍에미리트의 경제